# Bombus argillaceus
Bombus argillaceus là một loài Hymenoptera trong họ Apidae. Loài này được Scopoli mô tả khoa học năm 1763.

## Hình ảnh

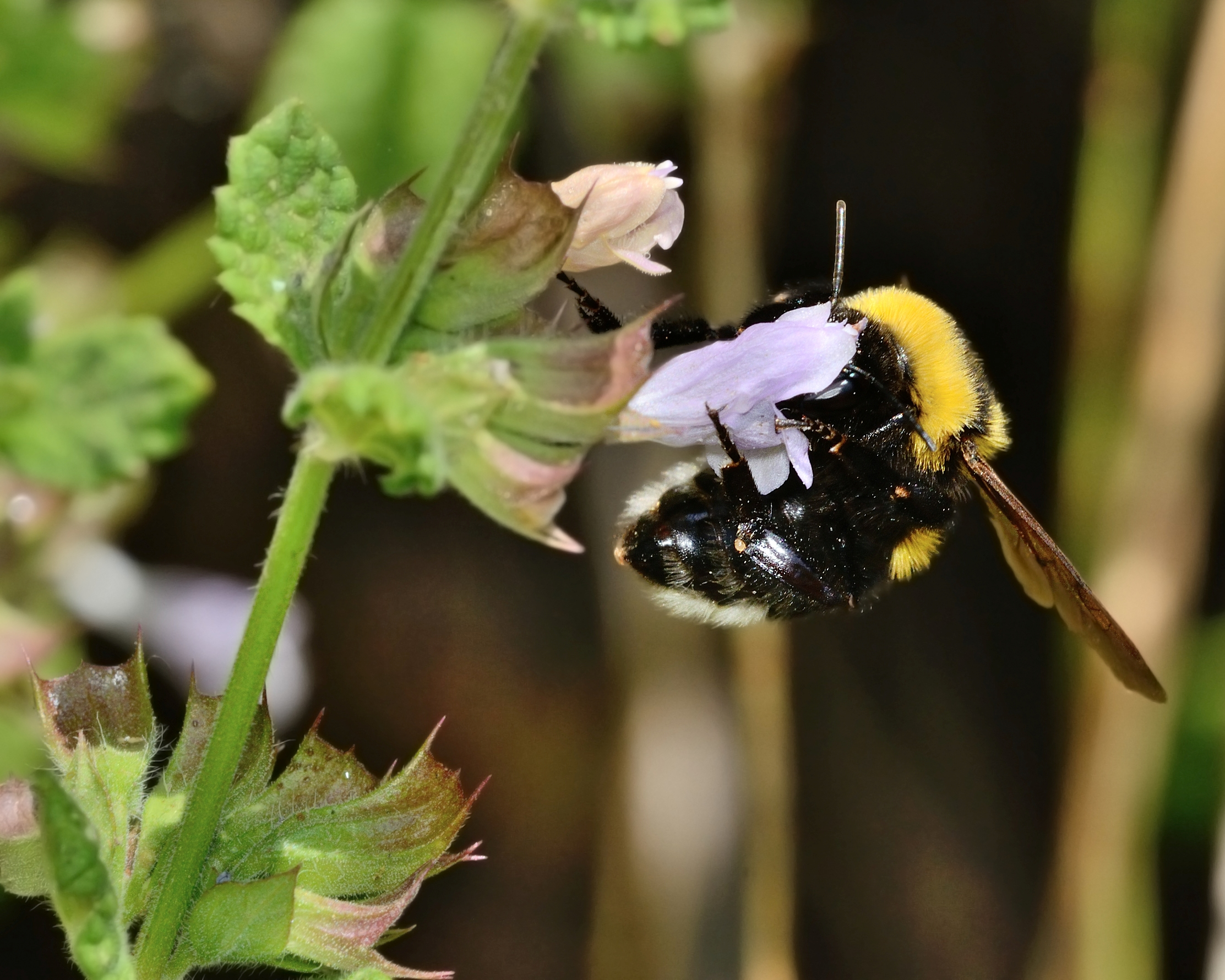